# Клубков-Мосальский, Семён Васильевич
Князь Семён Васильевич Клубков-Мосальский (ум. 1661) — стольник, московский дворянин, голова и воевода в Смутное время и во времена правления Михаила Фёдоровича и Алексея Михайловича. Рюрикович в XXII колене.
Единственный сын князя Василия Львовича Клубкова-Мосальского.

## Биография

### Служба в Смутное время
В декабре 1610 года по челобитью боярина и дворецкого князя Василия Михайловича Рубца Мосальского с братией и племянниками, расписался на грамоте королю Сигизмунду III с просьбой утвердить за ними их прежнюю вотчину — город Мосальск с волостями, на что получают подтвердительную грамоту. Стольник, имел оклад 500 четвертей и 25 рублей.

#### Служба Михаилу Фёдоровичу
В Боярских списках 1622, 1626, 1628 и 1636 года показан стольником с поместным окладом 500 четвертей земли и 25 рублей.
В мае 1625 года стольник, при приёме Кизылбашского посла «смотрел в кривой стол».
В июне 1633 года стольник и воевода в Костроме. В декабре этого же года собирает в Костроме дворян и детей боярских, разошедшихся из под Смоленска.
В январе 1634 годе ему от имени Государя сделан выговор за то, что: "сбором замотчал и идёт на службу мешкотно и нашим делом не радеет".
В 1636—1639 годах воевода в Ельце, с ним отправлено 2198 служилых людей. За елецкую службу получил придачу 100 четвертей и 20 рублей, имея оклад 500 четвертей земли и 25 рублей.
В 1639 году воевода в Тобольске, где с ним местничал кетский воевода В.П. Отяев.
В 1640—1643 годах воевода, а в 1645 году первый воевода в Томске, участвовал в походе против киргизов, за что пожалован придачей к поместному окладу 100 четвертей земли и 30 рублей денег. Сразу по приезде в Томск, по указу царя, производил "сыск" по делу о бунте на бывшего воеводу князя Ивана Ромодановского и его советников. Князь Ромодановский был отправлен в Москву, а "воеводские шишиморы" (советники) были разосланы по различным городам. Несмотря на это князь Семён Васильевич произвёл следствие в интересах бывших воевод и постарался их выгородить "елико возможно". В 1644 году сам князь Семён Васильевич обвинялся в том, что посылал до сбора ясака "в новые землицы" свои товары (красные кожи и сукно) на сумму 700 рублей для приобретения "лучших соболей" и производил "неявленное воно".

##### Служба Алексею Михайловичу
В 1646 году производил перепись дворов и людей города Шуи.
В 1647-1648 годах был на службе в Туле, Мценске и Ливнах в полку князя Черкасского, но в какой должности не показано. В этом же году строил валы вокруг Царёво-Алексеева города, за что вновь пожалован придачей к окладу 100 четвертей земли и 5 рублей денег.
В январе 1648 года первый чашник при государевом столе на его свадьбе Алексея Михайловича с Марией Ильиничной Милославской в Грановитой палате.
Сопровождал государей в село Хорошево и на богомолье в Троице-Сергиев монастырь (3 апреля и 14 мая 1651).
В декабре 1653 года назначен воеводой в Тулу, где производил осмотр дворян, детей боярских и новиков.
В 1654—1655 годах литовском походе «первый голова у огней» в государевом полку.
В 1656 году ехал за Государём от Могилёва до Смоленска и оттуда до Москвы. За службы был пожалован придачей к окладу 300 четвертей земли и 25 рублей денег.
В 1658 году пожалован в московские дворяне и упомянут на службе в Туле.
Умер в 1661 году. По родословной росписи показан бездетным, но имел дочерей неизвестных по имени. С его смертью угасла третья ветвь князей Мосальских.
Владел поместьями и вотчинами в Мосальском, Московском, Коломенском, Вологодском и Костромском уездах.
С 1647 года женат на Авдотье Владимировне, урождённой Матюниной, в приданое даны деревни Екимцево и Медведково в Костромском уезде.